# Guzman y Gomez
Guzman y Gomez, ([ɡʊz.ˈmɑːn.iː.ɡoʊ.ˈmɛz]) — австралійська ліцензована мережа ресторанів, що спеціалізується на таких стравах, як буріто, картопля фрі, начос, тако та інші. Це франчайзинговий бізнес із 135 ресторанами, які працюють у Австралії, Сінгапурі, Японії, та США. Компанія продовжує розширюватися по всій Австралії.
Перший магазин Guzman y Gomez був відкритий у Ньютауні, Сідней у 2006 році. Відкриття інших двох магазинів відбулося протягом року. До квітня 2012 року мережа нараховувала 12 магазинів. Перший заклад у Мельбурні відкрився в листопаді 2012. Наприкінці 2013 року відкрився перший ресторан в Сингапурі.
У квітні 2015 року Guzman y Gomez відкрили свій перший ресторан в Японії.
У січні 2020 року Guzman y Gomez розширився до Сполучених Штатів, відкривши свій перший американський ресторан у Напервіллі, штат Іллінойс.